# Sertab (album)
Sakin Ol is het vierde album van de Turkse singer-songwriter Sertab Erener.

## Nummers
1. Vur Yüreğim
2. Yanarım
3. Aşk
4. Zor Kadın
5. Tek Başına
6. Makber
7. Sarıl Bana
8. Yolun Başı
9. Sır
10. Gece Kraliçesi